# L.A.M.F.
L.A.M.F. — единственный студийный альбом американской панк-рок-группы The Heartbreakers, вышедший в 1977 году. Аббревиатура «L.A.M.F.» переводится как «Like A Mother Fucker», по словам Джонни Сандерса, после увиденного граффити одной из уличных банд.
Альбом стал классикой панк-рока, задокументировавший важную связь между американской и британской панк-сценами. Занимает 396 место в списке «500 величайших альбомов всех времён по версии журнала New Musical Express» и 8 место в списке «40 величайших одноальбомных явлений» по версии журнала «Rolling Stone».

## История создания альбома
К моменту записи пластинки группа состояла из четырёх человек: Джонни Сандерса (лид-гитара, вокал), Уолтера Лура (вокал, гитара), Джерри Нолана (вокал, ударные) и Билли Рата (бас-гитара), который в 1976 году заменил ушедшего из группы Ричарда Хэлла.
Изначально все участники группы (включая Хэлла) писали песни, впоследствии после ухода Хэлла песни его авторства («Love Comes In Spurts», «Blank Generation», «You Got To Lose» и другие) были исключены из программы альбома. Единственная песня Хэлла «Chinese Rocks», написанная им в соавторстве с Ди Ди Рамоном, была записана на альбоме и стала одной из визитных карточек коллектива.
Первые попытки записи песен группа совершала ещё в 1975 году, но лишь в конце 1976 года, после совместного тура по Великобритании вместе с Sex Pistols, The Clash и The Damned, группе был предложен контракт на запись альбома лейблом Track Records. В итоге группа подписала контракт.
Запись проводилась преимущественно весной 1977 года, однако первые «демозаписи», впоследствии включенные в переиздание альбома, были записаны ещё в феврале. Альбом примечателен также тем, что его сведением занимались разные люди в разное время: шесть песен были спродюсированы на студии The Who Джоном Кейном («Спиди»), работавшим с Питом Таунсендом, который присутствовал на записи альбома, остальные песни сводили и продюисровали Дэниэл Сегунда и Майк Троун на Track Records.

## Выпуск альбома
| Оценки критиков               | Оценки критиков |
| Источник                      | Оценка          |
| ----------------------------- | --------------- |
| AllMusic                      | [ 4 ]           |
| Encyclopedia of Popular Music | [ 5 ]           |
| Pitchfork Media               | 8.4/10          |
| Q                             | [ 7 ]           |
| Record Collector              | [ 8 ]           |
| Spin Alternative Record Guide | 8/10            |
| Uncut                         | [ 10 ]          |

Альбом был выпущен лишь в октябре 1977 года, что было связано, в первую очередь, с трудностями сведения «разнохарактерных» записей альбома, часть которых были сыграны вживую на концерте, а не на студии. Это повлияло как на отзывы критиков об альбоме, так и на дальнейшую судьбу коллектива. Лейбл Track Records к 1978 году терпел крах, а критик Джон Сэвидж в журнале «Sounds» писал о том, что «сведение альбома стало главным его недостатком при очень хорошем материале».
Того же мнения придерживался и ударник Джерри Нолан, вспоминавший, что «когда он услышал сведение альбома, он перестал видеть смысл играть в группе дальше» и покинул группу, вернувшись только к 1984 году. До этого времени на концертах его заменяли Пол Кук из Sex Pistols и Тай Стикс (поздний состав Heartbreakers с 1979 года).
Впоследствии альбом неоднократно пересводился и переиздавался в 1984 году (Revisited), 1994 году (The Lost '77 Mixes), 2002 году и 2012 году (4 CD, включая демо-версии и альтернативные версии песен альбома).

## Концерт к юбилею альбома в 2017 году
В середине 2017 года бывший участник Heartbreakers Уолтер Лур (единственный участник записи альбома, доживший до наших дней, в то время как Билли Рат умер в 2014 году, а Сандерс и Нолан ушли из жизни в начале 1990-х) собрал музыкантов из других известных панк-коллективов, чтобы сыграть «живьём» все песни с альбома «L.A.M.F.» в честь 40-летнего юбилея альбома. Помимо Лура, в концерте приняли участие Майк Несс (Social Distortion, вокал, гитара), Клем Берк (Blondie, ударные) и Глен Мэтлок (экс-Sex Pistols, бас-гитара, вокал). Первый концерты данная «супергруппа» дала в конце ноября 2017 года, а также в декабре 2017 года. В декабре состав исполнителей немного сменился: на место Глена Мэтлока и Майка Несса пришли Томми Стинсон (The Replacements) и Уэйн Крамер (MC5). На концерте исполнялись все песни с альбома «L.A.M.F».

## Список композиций
| №   | Название            | Автор(ы)                     | Длительность |
| --- | ------------------- | ---------------------------- | ------------ |
| 1.  | «Born To Lose»      | Джонни Сандерс               | 3:01         |
| 2.  | «Baby Talk»         | Джонни Сандерс               | 2:20         |
| 3.  | «All By Myself»     | Уолтер Лур, Джерри Нолан     | 2:50         |
| 4.  | «I Wanna Be Loved»  | Джонни Сандерс               | 2:31         |
| 5.  | «It's Not Enough»   | Джонни Сандерс               | 4:01         |
| 6.  | «Chinese Rocks»     | Ричард Хэлл, Ди Ди Рамон     | 2:52         |
| 7.  | «Get Off The Phone» | Уолтер Лур, Джерри Нолан     | 1:58         |
| 8.  | «Pirate Love»       | Джонни Сандерс               | 3:54         |
| 9.  | «One Track Mind»    | Уолтер Лур, Джерри Нолан     | 2:33         |
| 10. | «I Love You»        | Джонни Сандерс               | 2:21         |
| 11. | «Going Steady»      | Джонни Сандерс               | 2:42         |
| 12. | «Let Go»            | Джонни Сандерс, Джерри Нолан | 2:23         |

| №   | Название                    | Автор(ы)                 | Длительность |
| --- | --------------------------- | ------------------------ | ------------ |
| 13. | «Can't Keep My Eyes On You» | Уолтер Лур, Джерри Нолан | 3:44         |
| 14. | «Do You Love Me?»           | Берри Горди              | 2:15         |

Также в переиздание альбома 2012 года входили демозаписи 1976—1977 годов, записанные на разных студиях. Первые 4 записи из данного списка были записаны на SBS Studios с участием ещё не ушедшего бас-гитариста Ричарда Хэлла в январе 1976. Треки 5—10 записаны на Jay Nap Studios в конце 1976 года. Треки 11—13 записаны в январе 1977 на Essex Studios. В скобках указаны авторы песен.
1. «Born to lose» (Сандерс)
2. «Baby talk» (Сандерс)
3. «All by myself» (Лур,Нолан)
4. «I wanna be loved» (сандерс)
5. «It's not enough» (Сандерс)
6. «Chinese rock» (Рамон,Хэлл)
7. «Get off the phone» (Лур,Нолан)
8. «Pirate love» (Сандерс)
9. «One track mind» (Лур,Нолан)
10. «I love you» (Сандерс)
11. «Going steady» (Сандерс)
12. «Let go» (Сандерс,Нолан)
13. «Can't keep my eyes on you» (Лур,Нолан)
14. «Do you love me?» (Берри)

## Участники
- Джонни Сандерс — вокал, лид-гитара
- Уолтер Лур — вокал, гитара
- Билли Рат — бас-гитара
- Джерри Нолан — ударные, бэк-вокал
- Ричард Хэлл — бас-гитара, бэк-вокал (демозаписи, переиздание 2012 года)